# Flore Hazoume
Flore Hazoume (n. 1959 - ) este o scriitoare congoleză.